# ولادیمیر بارسکی
ولادیمیر گرگوریه‌ویچ بارسکی (روسی: Владимир Григорьевич Барский؛ ۱۵ مارس ۱۸۶۶ – ۲۴ ژانویهٔ ۱۹۳۶) بازیگر، کارگردان فیلم و فیلم‌نامه‌نویس اهل کشور امپراتوری روسیه بود. وی بین سال‌های ۱۸۹۲ تا ۱۹۳۵ میلادی فعالیت می‌کرد.
از فیلم‌هایی که وی در آن بازی کرده می‌توان به رزمناو پوتمکین اشاره کرد. او همچنین فیلم تبعید را کارگردانی نموده است.